# وادي أبو دوم

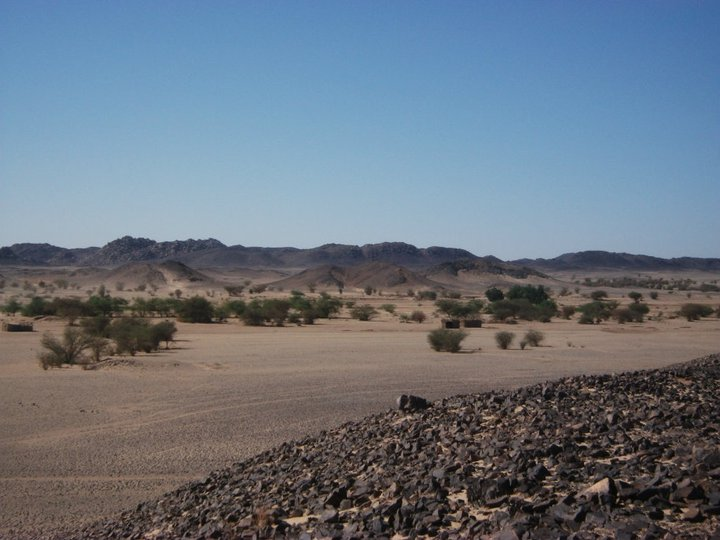
وادي أبو دوم

وادي أبو دوم هو واد جاف في صحراء بيوضة بالسودان، يجري الوادي 150 كم في صحراء بيوضة حتى يصب في نهر النيل، بالقرب من مدينة سنام القديمة التي هي اليوم جزء من مروي. يوجد في الوادي العديد من المواقع الأثرية مثل: أم الرويم ودير الغزالي.
اكتشف في الوادي آلات حجرية خشنة تعود للعصور الحجرية المتأخرة، اكتشفت نقوش صخرية في عام 2011 قدر عمرها 5000 عام على الأقل في 15 موقعًا.